# Has God Seen My Shadow? An Anthology 1989-2011
Has God Seen My Shadow? An Anthology 1989-2011 je kompilační album amerického hudebníka Marka Lanegana, vydané v lednu 2014 u vydavatelství Light in the Attic Records. Vedle písní, které vyšly na jeho studiových albech, album obsahuje také dvanáct dříve nevydaných skladeb. Vedle autorských skladeb album obsahuje také několik coververzí, například od Tima Hardina či Johna Calea. Album vyšlo ve dvou verzích: na dvou CD a třech LP deskách.

## Seznam skladeb
| Disk 1 (CD) | Disk 1 (CD)                  | Disk 1 (CD)                   | Disk 1 (CD)                           | Disk 1 (CD) |
| Pořadí      | Název                        | Autor                         | Původní album                         | Délka       |
| ----------- | ---------------------------- | ----------------------------- | ------------------------------------- | ----------- |
| 1.          | Bombed                       | Mark Lanegan                  | Bubblegum (2004)                      | 1:10        |
| 2.          | One Hundred Days             | Lanegan                       | Bubblegum (2004)                      | 4:37        |
| 3.          | Come to Me                   | Lanegan                       | Bubblegum (2004)                      | 3:45        |
| 4.          | Mirrored                     | Lanegan                       | B strana singlu „Hit the City“ (2004) | 2:52        |
| 5.          | Pill Hill Serenade           | Lanegan, Mike Johnson         | Field Songs (2001)                    | 3:27        |
| 6.          | One Way Street               | Lanegan                       | Field Songs (2001)                    | 4:19        |
| 7.          | Kimiko's Dream House         | Lanegan, Jeffrey Lee Pierce   | Field Songs (2001)                    | 5:26        |
| 8.          | Low                          | Lanegan                       | Field Songs (2001)                    | 3:14        |
| 9.          | Resurrection Song            | Lanegan                       | Field Songs (2001)                    | 3:35        |
| 10.         | Shiloh Town                  | Tim Hardin                    | I'll Take Care of You (1999)          | 3:20        |
| 11.         | Creeping Coastline of Lights | James Moreland, Manfred Hofer | I'll Take Care of You (1999)          | 3:18        |
| 12.         | Lexington Slow Down          | Lanegan, Keni Richards        | Here Comes That Weird Chill (2003)    | 2:59        |
| 13.         | Last One in the World        | Lanegan, Johnson              | Scraps at Midnight (1998)             | 4:24        |
| 14.         | Wheels                       | Lanegan                       | Scraps at Midnight (1998)             | 4:35        |
| 15.         | Mockingbirds                 | Lanegan, Johnson              | The Winding Sheet (1990)              | 2:29        |
| 16.         | Wild Flowers                 | Lanegan                       | The Winding Sheet (1990)              | 2:58        |
| 17.         | Sunrise                      | Lanegan                       | Whiskey for the Holy Ghost (1994)     | 2:57        |
| 18.         | Carnival                     | Lanegan                       | Whiskey for the Holy Ghost (1994)     | 3:42        |
| 19.         | Pendulum                     | Lanegan                       | Whiskey for the Holy Ghost (1994)     | 2:15        |
| 20.         | The River Rise               | Lanegan                       | Whiskey for the Holy Ghost (1994)     | 4:29        |

| Disk 1 (CD) | Disk 1 (CD)                             | Disk 1 (CD)           | Disk 1 (CD)   | Disk 1 (CD) |
| Pořadí      | Název                                   | Autor                 | Původní album | Délka       |
| ----------- | --------------------------------------- | --------------------- | ------------- | ----------- |
| 21.         | Dream Lullabye                          | Lanegan               | dříve nevyšlo | 1:52        |
| 22.         | Leaving New River Blues                 | Lanegan               | dříve nevyšlo | 3:31        |
| 23.         | Sympathy                                | Lanegan               | dříve nevyšlo | 2:16        |
| 24.         | To Valencia Courthouse                  | Lanegan               | dříve nevyšlo | 3:09        |
| 25.         | A Song While Waiting                    | Lanegan               | dříve nevyšlo | 3:27        |
| 26.         | Blues For D (Vocal Version)             | Lanegan, Ben Shepherd | dříve nevyšlo | 3:34        |
| 27.         | No Contestar                            | Lanegan               | dříve nevyšlo | 1:14        |
| 28.         | Big White Cloud                         | John Cale             | dříve nevyšlo | 3:23        |
| 29.         | Following the Rain                      | Lanegan               | dříve nevyšlo | 3:18        |
| 30.         | Grey Goes Black                         | Lanegan               | dříve nevyšlo | 1:50        |
| 31.         | Halcyon Daze                            | Lanegan               | dříve nevyšlo | 2:50        |
| 32.         | Blues Run the Game (koncertní nahrávka) | Jackson C. Frank      | dříve nevyšlo | 4:42        |

## Obsazení
- Mark Lanegan – zpěv, kytara
- Josh Homme – kytara, baskytara, bicí
- Aldo Struyf – klávesy, syntezátory
- David Catching – kytara, baskytara
- Chris Gross – kytara, klavír, doprovodné vokály
- Troy Van Leeuwen – kytara
- PJ Harvey – zpěv
- Molly McGuire – baskytara
- David Catching – kytara
- Keni Richards – bicí, klavír
- Mike Johnson – kytara, klavír, varhany
- Ben Shepherd – kytara, baskytara, zpěv
- Martin Feveyear – klávesy, klavír, baskytara, mellotron, zvony, zpěv
- Bill Rieflin – bicí
- Barrett Martin – kontrabas, bicí, vibrafon
- Mark Hoyt – kytara, doprovodné vokály
- John Agnello – zpěv
- Mark Hoyt – kytara
- David Krueger – housle
- Van Conner – baskytara
- Mark Pickerel – bicí
- Paul Dana – kytara
- Fred Drake – perkuse
- Phil Sparks – kontrabas
- Jack Endino – baskytara
- Mark Pickerel – bicí
- Steve Fisk – klavír
- Sally Berry – doprovodné vokály
- Wendy Rae Fowler – doprovodné vokály
- J Mascis – bicí
- Mike Stinette – saxofon
- Tad Doyle – bicí
- Kurt Fedora – baskytara
- Teddy Trewhella – klavír
- Mark Boquist – bicí
- Duff McKagan – kytara, bicí
- Alan Davis – baskytara
- Dejha Colantuono – doprovodné vokály
- Bukka Allen – akordeon, varhany
- Steve Bailey – baskytara
- Mickey Raphael – harmonika
- Ian Moore – kytara, sitár, doprovodné vokály